# چیمزی متو
چیمزی متو (انگلیسی: Chimezie Metu؛ زادهٔ ۲۲ مارس ۱۹۹۷) بازیکن بسکتبال اهل نیجریه است.
از باشگاه‌هایی که در آن بازی کرده‌است می‌توان به ساکرامنتو کینگز و سن آنتونیو اسپرز اشاره کرد.